# Васко да Гама (броненосец)
«Васко да Гама» (порт. Vasco da Gama) — португальский броненосец, построенный в конце 70-х годов XIX века на английской верфи Thames Ironworks в Лондоне. Заказан для усиления обороны португальской столицы, спущен на воду в 1876 году, завершён в 1878 году. Большую часть службы использовался как флагманский корабль португальского флота. В 1901—1903 годах броненосец прошёл значительную модернизацию. В 1913 и 1914 годах экипаж корабля был вовлечён в революционные события в Португалии, во втором случае орудия броненосца стреляли по Лиссабону, убив около сотни человек. В 1935 году сильно устаревший броненосец был списан.

## Конструкция
«Васка да Гама» был единственным капитальным военным кораблём, построенным для португальского флота. Заказанный на английской верфи броненосец предназначался для усиления морской обороны столицы Португалии — города Лиссабон.
Главные размерения: длина корпуса — 61 м (между перпендикулярами), ширина — 12 м (в районе орудий главного калибра — 14,17 м). Максимальная осадка — 5,8 м.
Водоизмещение корпуса «Васко да Гамы» на момент постройки — 2384 тонны. Энергетическая установка: паровая машина, приводившая в движение единственный гребной винт. Мощность энергетической установки: 3000 индикаторных лошадиных сил (2200 кВт), позволявших развивать максимальную скорость в 10,3 узла (19,1 км/ч). Парусное вооружение: двухмачтовое, баркентинного типа. Экипаж: 232 офицера и матроса.
На момент постройки «Васко да Гама» был вооружён двумя 260-мм орудиями главного калибра, размещёнными в восьмиугольном бронированном каземате в центральной части корпуса корабля. Каземат выступал за габариты бортов корабля, что позволяло орудиям вести огонь через орудийные порты как вдоль борта, так и в сторону носовой или кормовой оконечностей броненосца. Помимо орудий главного калибра на «Васко да Гаме» имелись носовое 150-мм орудие и четыре 9-фунтовых пушки для борьбы с миноносцами.
«Васко да Гама» был защищён сплошным железным броневым поясом толщиной от 100 мм в оконечностях до 230 мм в центральной части, где им были прикрыты погреба боезапаса и машинная установка. Бронирование каземата составляло от 6 до 10 дюймов (150—250 мм).

### Модернизация
В 1901 году на броненосце начались обширные работы по модернизации. Корпус «Васко да Гамы» разрезали пополам и вставили центральную секцию длиной 32 фута 6 дюймов (9,91 м). Паровые машины заменили новыми, кроме того, установили современные водотрубные котлы, что увеличило мощность энергетической установки до 6000 индикаторных лошадиных сил (4500 кВт); скорость корабля выросла до 15,5 узлов (28,7 км/ч). Парусное вооружение демонтировали. 

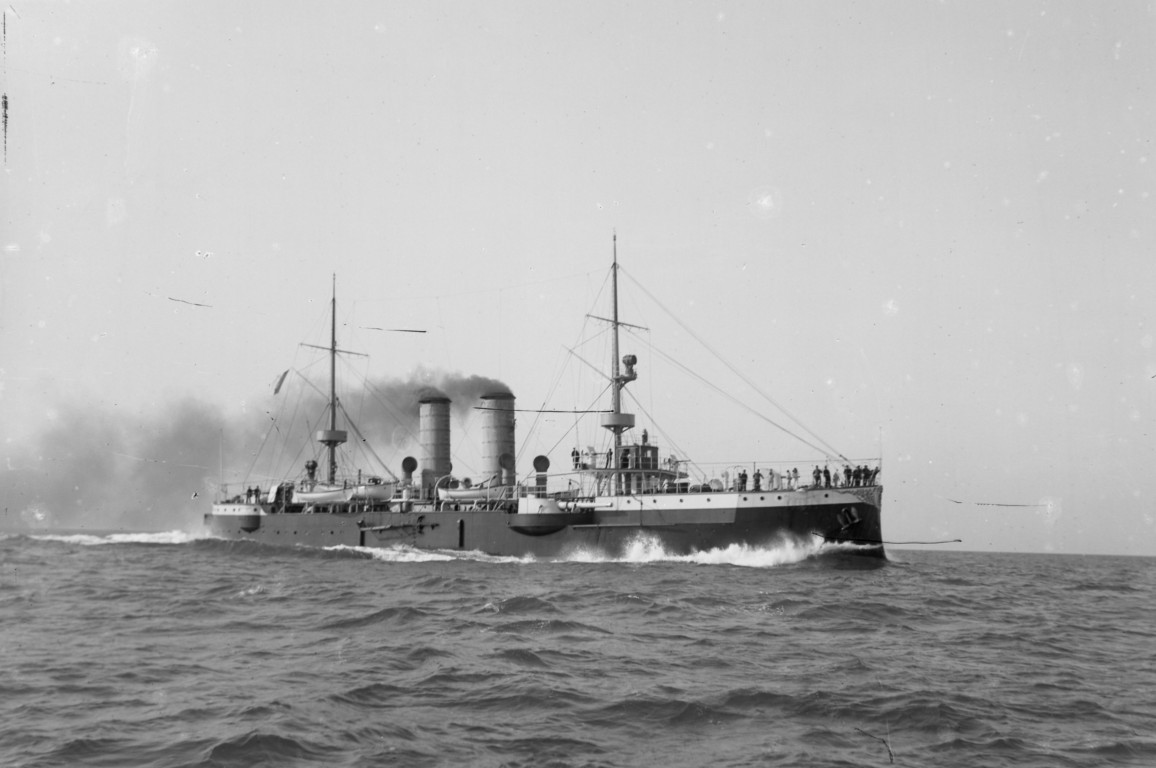
Броненосец «Васко да Гама» в 1903 году.

Главный калибр заменили новыми 203-мм орудиями с длиной ствола 40 калибров, установив их в спонсоны, короткоствольное 150-мм орудие заменили новым, с длиной ствола 45 калибров. Противоминную батарею усилили шестью 3-фунтовыми пушками. 
Железный броневой пояс заменили более прочным стальным. Экипаж увеличился до 260 офицеров и матросов. По итогам модернизации водоизмещение броненосца увеличилось до 3972 тонн.

## Служба
«Васко да Гама» был заложен на верфи Thames Ironworks в Лондоне в 1875 году, спущен на воду 1 декабря 1876 года. Строительство броненосца было завершено в 1878 году, после чего корабль служил в составе морских сил обороны столицы Португалии — города Лиссабон, действуя в устье реки Тежу. 26 июня 1897 года «Васко да Гама» принял участие в смотре флота, прошедшем в Спитхеде по случаю пятидесятилетнего юбилея царствования королевы Виктории.
В 1901 году броненосец был поставлен в сухой док на верфи «Орландо» в Ливорно, Италия, для проведения значительной модернизации корабля. Работы были завершены в 1903 году. 27 августа 1907 года на броненосце произошёл взрыв газа, ранивший нескольких членов экипажа.
«Васко да Гама» оставался флагманским кораблём португальского флота по меньшей мере до 1910-х годов, поскольку в казне Португалии не было средств на строительство нового корабля. В ту пору португальский военно-морской флот играл заметную роль во внутренней политике страны. В апреле 1913 года, в условиях царившей политической нестабильности, с корабля была снята часть команды, замешанная в подготовке ультра-радикального переворота против Первой Португальской республики. 14 мая 1915 года команда «Васко да Гамы» вновь оказалась замешана в беспорядках; взбунтовавшиеся моряки убили командира корабля и открыли огонь из пушек по столице, убив около сотни человек.
5 декабря 1917 года португальская армия подняла вооруженный мятеж против правительства, возглавленный Сидониу Паишем. 8 декабря флот принял ответные меры для восстановления республиканского правительства. «Васко да Гама», всё еще бывший флагманским кораблём флота, а также эскадренные миноносцы «Дору» и «Гвадиана», стоявшие на якоре в Лиссабоне, были обстреляны полевой артиллерией армии. Броненосец открыл ответный огонь, однако спустя 25 минут прекратил его и поднял белый флаг, эсминцам было приказано сделать то же самое. Ни один из кораблей не был повреждён во время инцидента.
Безнадёжно устаревший корабль оставался в составе флота до 1935 года, когда его продали на слом.